# اردیل و مونتفوکسل
اردیل و مونتفوکسل (به فرانسوی: Ardeuil-et-Montfauxelles) یک کمون در فرانسه است که در canton of Monthois واقع شده‌است. اردیل و مونتفوکسل ۴٫۲۸ کیلومتر مربع مساحت دارد ۱۲۰ متر بالاتر از سطح دریا واقع شده‌است.